# Uścieryki
Uścieryki (ukr. Устеріки) – wieś w rejonie wierchowińskim, w obwodzie iwanofrankiwskim Ukrainy.